# Alexander Hamilton (chanson)
Pour les articles homonymes, voir Hamilton.
Alexander Hamilton est la chanson qui ouvre la comédie musicale américaine Hamilton, dont la première a eu lieu en 2015. Écrit par Lin-Manuel Miranda, le créateur du spectacle, à compter de la fin des années 2000, ce titre hip-hop raconte l'enfance mouvementée d'Alexander Hamilton à travers la voix de plusieurs figures historiques qui l'ont côtoyé, notamment Aaron Burr, qui l'a tué lors d'un duel.